# Seollal
Seollal (kor. 설날) – nazwa obchodów koreańskiego Nowego Roku. Obchody tego święta przypadają na pierwszy dzień nowego roku koreańskiego kalendarza księżycowo – słonecznego i trwają trzy dni. Ze świętem tym związanych jest wiele różnorodnych zwyczajów.

## Potrawy
Tteokguk – tradycyjna koreańska zupa z plastrami ciasta ryżowego. Opis składu tej zupy zawiera się w jej nazwie. „Tteok” znaczy po koreańsku placek ryżowy. Z kolei „guk” to w języku koreańskim zupa. Tteokguk zwykle przygotowywany jest na bazie bulionu wołowego.
Galbijjim – potrawa z żeberek wołowych z warzywami i grzybami.
Japchae – makaron przygotowywany z słodkich ziemniaków (batatów) podawany z warzywami i mięsem.
Soju – typowy koreański destylowany napój alkoholowy.

## Relacje rodzinne
Seollal jest typowo rodzinnym świętem, które spędza się w gronie rodzinnym. Podczas tego święta składa się hołd przodkom i starszyźnie rodzinnej. Młodsi członkowie rodzinny składają starszym specjalny pokłon. Z Kolei starsi członkowie rodzinny błogosławią młodszym i obdarują ich sebaetdon czyli "świątecznymi pieniędzmi" lub prezentami.

### Kult przodków
W czasie święta seollal przygotowuje się stół pełen potraw przy wykorzystaniu specjalnego świątecznego serwisu. Stanowi to wspomnienie i dar dla przodków. Zwyczaj ten zwany jest charye. Po odprawieniu modlitwy ku czci przodków zasiada się do spożycia przygotowanych pokarmów.

## Gry i zabawy ludowe
Yut to tradycyjna gra planszowa gra się w nią całą rodziną podczas seollal jak i w czasie innych koreańskich świąt. Do tej gry używa się specjalnych patyków, lub fasolek, których podrzucanie bardzo emocjonuje uczestników gry.
Jegichagi jest to gra podobna do gry w zośkę. Polega ona na odbijaniu nogami specjalnej lotki podobnej do lotek używanych do badmintona w taki sposób, aby ta nie spadła na ziemie.
Neolttwigi to specjalna zabawa polegająca na skakaniu na dźwigni zwanej neol, na której każdym końcu znajduje się po jednej osobie. Skaczą one na przemian, aby podrzucić jak najwyżej osobę po drugiej stronie.
Gonngi to popularna wśród dzieci prosta zabawa polegająca na podrzucaniu jednego lub kilku kamieni i łapaniu pozostałych w określony sposób. Gra ta przypomina polskie hacle.
Yeonnalligi to puszczanie latawców, które odcina się i puszcza w samotny lot. Ma to symbolizować odcięcie się od dawnych problemów i puszczenie ich w dal.
Czasem tę zabawę się urozmaica i jej uczestnicy próbują swoim latawcem zerwać linki innych osób.

## Strój
Zwyczajowo na czas obchodów nowego roku powinno się być ubranym w tradycyjny koreański strój hanbok. Najlepiej jeśli jest wtedy noszony nowy zestaw.

## Daty koreańskiego nowego roku
Święto Seollal podobnie jak chuseok jest obchodzone zgodnie z koreańskim kalendarzem księżycowo-słonecznym. Przez to jego data według kalendarza gregoriańskiego jest zmienna.
- 9 lutego 2013
- 30 stycznia 2014
- 18 lutego 2015
- 7 lutego 2016
- 27 stycznia 2017
- 15 lutego 2018
- 4 lutego 2019
- 24 stycznia 2020
- 11 lutego 2021
- 31 stycznia 2022
- 21 stycznia 2023
- 9 lutego 2024
- 28 stycznia 2025
- 16 lutego 2026